# Branko Pavićević
Branko Pavićević (crnogorski: Бранко Павићевић; Nikšić,1922. – Podgorica, 2012.) bio je crnogorski povjesničar.
Diplomirao je na Pravnom fakultetu u Beogradu 1949. a doktorsku disertaciju je obranio 1954. godine. 
Bavio se proučavanjem crnogorske pravne povijesti. 1957.−1958. na specijalizaciji u Moskvi. 
Prvi je predsjednik Crnogorske akademije znanosti i umjetnosti, a tu je dužnost obavljao do 1981. godine. Bio je na Pravnom fakultetu u Podgorici od 1973. godine. 
Priredio je knjiga povijesnih izvora koji se odnose na crnogorsku prošlost 16.−20. stoljeća. Autor je nekoliko monografija. Bio je i član je i Dukljanske akademije znanosti i umjetnosti.
Njegovo glavno životno djelo je Sazdanje crnogorske nacionalne države koje je 2007. tiskano u Podgorici.

## Važnija djela
(Napomena: naslovi u originalu, na crn.)
- Stvaranje crnogorske države (1955.),
- Crna Gora u ratu 1862. (1963.),
- Knjaz Danilo Petrović (1990.),
- Petar I Petrović Njegoš (1997.),
- Istorija Crne Gore, tom IV 1-IV2 (2004.)
- Sazdanje crnogorske nacionalne države (2007.)